# Soubran
Soubran település Franciaországban, Charente-Maritime megyében. Lakosainak száma 419 fő (2022. január 1.). Soubran Allas-Bocage, Boisredon, Courpignac, Mirambeau és Salignac-de-Mirambeau községekkel határos.

## Népesség
A település népessége az elmúlt években az alábbi módon változott:
| Lakosok száma | 364  | 330  | 328  | 373  | 392  | 384  | 380  | 401  | 408  | 419  |
|               | 1968 | 1982 | 1990 | 2006 | 2013 | 2015 | 2017 | 2019 | 2020 | 2022 |